# الا بارنول
الا بارنول (انگلیسی: Ella Barnwell؛ زادهٔ ۱۴ ژانویهٔ ۲۰۰۱) دوچرخه‌سوار اهل بریتانیا است.